# FK Fərid Baku
El FK Fərid Baku (en azerí: Futbol Klubu Fərid Baku) fue un equipo de fútbol de Azerbaiyán que jugó en la Liga Premier de Azerbaiyán, la primera categoría nacional.

## Historia
Fue fundado en el año 1995 en la capital Bakú como parte de la primera División de Azerbaiyán para la temporada de 1995/96. En su primera temporada logra el ascenso a la Liga Premier de Azerbaiyán luego de terminar en tercer lugar.
En la siguiente temporada el club finalizó en séptimo lugar y en la Copa de Azerbaiyán alcanzó las semifinales, pero el club cerró operaciones y desapareció por dificultades financieras.

## Temporadas
| Temporada | Liga | Liga | Liga | Liga | Liga | Liga | Liga | Liga | Liga | Copa        | Goleador          | Goleador |
| Temporada | Div. | Pos. | J    | G    | E    | P    | GF   | GC   | PTS  | Copa        | Nombre            | Goles    |
| --------- | ---- | ---- | ---- | ---- | ---- | ---- | ---- | ---- | ---- | ----------- | ----------------- | -------- |
| 1995–96   | 2    | 3    | 28   | 21   | 3    | 4    | 35   | 13   | 66   | 1/8         |                   |          |
| 1996–97   | 1    | 7    | 30   | 13   | 8    | 9    | 45   | 31   | 47   | Semifinales | Bəxtiyar Hüseynov | 11       |